# غوز الدورة (بعدان)

تعديل مصدري - تعديل

غوز الدورة محلة تابعة لقرية الحديدة، التابعة لعزلة العذارب بمديرية بعدان إحدى مديريات محافظة إب في الجمهورية اليمنية، بلغ تعداد سكانها 30 حسب تعداد اليمن لعام 2004.